# Игор Численко
Игор Леонидович Численко (рус. И́горь Леони́дович Числе́нко; 4. јануар 1939 — 22. септембар 1994) био је руски и совјетски фудбалер, играо је на позицији нападача.

## Биографија
Рођен је 4. јануара 1939. године у Москви. Дебитовао је 1957. године играјући за Динамо из Москве, у којем је провео четрнаест сезона. За клуб је одиграо 229 првенствених утакмица.
Играчку каријеру завршио је у нижелигашком клубу Динамо (Целиноград, данас Нур Султан), за чији је тим играо током 1971. године.
Године 1959. дебитовао је за репрезентацију СССР-а. Током каријере у националном тиму, која је трајала 10 година, одиграо је 53 утакмице за национални тим и постигао 20 голова.
Био је учесник Светског првенства 1962. у Чилеу и Светског првенства 1966. у Енглеској. Наступио је на два европска првенства — Европско првенство 1964. у Шпанији, где је са тимом освојио сребро, и Европског првенства 1968. године. у Италији.
Преминуо је у Москви 22. септембра 1994. у 56. години.

## Успеси

### Клуб
Динамо Москва
- Првенство Совјетског Савеза: 1959, 1963.
- Куп Совјетског Савеза: 1967.

### Репрезентација
СССР
- Европско првенство друго место: Шпанија 1964.